# Arberella costaricensis
Arberella costaricensis är en gräsart som först beskrevs av Albert Spear Hitchcock, och fick sitt nu gällande namn av Thomas Robert Soderstrom och C.E.Calderon. Arberella costaricensis ingår i släktet Arberella och familjen gräs.
Artens utbredningsområde är Costa Rica. Inga underarter finns listade i Catalogue of Life.